# Бенджамін Горніголд
Бенджамін Горніголд (англ. Benjamin Hornigold; 1680—1719) — англійський приватир і пірат, який діяв на Багамах у часи Золотої доби піратства. Він брав активну участь у заснуванні Піратської республіки у Нассау і до 1717 року був капітаном одного з найбільш важкоозброєних кораблів у регіоні під назвою «Ranger». Саме в цей час він призначив своїм заступником Едварда Тіча, пізніше ставшого відомим як «Чорна Борода». Протягом своєї кар'єри принципово не нападав на кораблі під прапором Великої Британії. У грудні 1718 року Горніголд прийняв королівське помилування і став мисливцем за піратами, переслідуючи своїх колишніх спільників за дорученням губернатора Багамських островів Вудса Роджерса. Загинув під час кораблетрощі на рифі поблизу Нової Іспанії під час сезону ураганів 1719 року.

## Початок кар'єри
Про ранні роки життя Горніголда інформації не зберіглось, хоча іноді стверджується, що він народився в англійському графстві Норфолк, де з'являється прізвище Горніголд або Горнаґолд. Якщо так, то він міг би спочатку служити в морі на борту кораблів, портом приписки яких був Кінгс-Лінн або Грейт-Ярмут.
Він став моряком, потім капером британської корони. Але в 1714 році між іспанцями та британцями було укладено мирний длговір, що знаменував собою кінець Війни за іспанську спадщину, і такі капери як Бенджамін Горніголд залишились без роботи. Багато з колишніх англійських каперів після відкликання їх каперських свідоцтв вирішили продовжувати займатись знайомою їм справою і стати піратами.
Перші задокументовані акти піратства Горніголда відбулися взимку 1713—1714 років, коли він разом з Деніелом Стілвеллом, Джоном Кокрамом і Джоном Вестом використовував вітрильні каное і шлюп «Happy Return» для нападу на торгові судна біля узбережжя острова Нью-Провіденс та його столиці Нассау, де він прийняв активну участь в заснуванні Піратської республіки. В 1715—1716 роках Горніголд плавав на кораблі «Marianne».

## Повалення з посади капітана
Незважаючи на очевидну перевагу свого корабля на морі, Горніголд залишався обережним і не нападав на кораблі під британським прапором, очевидно, щоб зберегти хоча б позірний юридичний захист, який він мав коли був офіційним капером і діяв проти ворогів Англії у Війні за іспанську спадщину. Такий вибірковий підхід не подобався його команді, і влітку 1716 р.  об'єднаний екіпажів його флотилії проголосував, що вони будуть атакувати будь-яке судно, без врахування його державної належності. Горніголд виступив проти цього рішення і був скинутий з посади капітана «Marianne» на користь його підлеглого Семюела Белламі, чий друг Полсгрейв Вільямс був обраний квотермейстером. Горніголду та його нечисленним прихильникам, серед яких був і Чорна Борода замість «Marianne» залишили раніше захоплений невеличкий шлюп. 
Проте вже до 1717 року Горніголд захопив у своє розпорядження тридцятигарматний шлюп, який він назвав «Ranger», і який, ймовірно, був найбільш важкоозброєним не військовим кораблем у регіоні, що дозволило йому майже безкарно нападати на торгові судна.
Першим заступником Горніголда в цей період був Едвард Тіч, який пізніше стане відомий під прізвиськом Чорна Борода. Коли Горніголд взяв на себе командування «Ranger», він передав капітанство своїм попереднім шлюпом Тічу. Навесні 1717 року два піратські капітани захопили три торговельні судна: іспанське, що перевозило 120 бочок борошна, що прямувало до Гавани, бермудський шлюп із вантажем спиртних напоїв і португальське судно, що йшло з Мадейри з вантажем білого вина.
У березні 1717 року Горніголд напав на озброєне торгове судно, надіслане на Багамські острови губернатором Південної Кароліни для полювання на піратів. Судно врятувалось від піратів, навмисно викинувшись на мілину на Кет-Кей і його капітан пізніше повідомив, що флот Горніголда збільшився до п'яти суден із загальним екіпажем близько 350 піратів. У квітні 1717 року Горніголд співпрацював разом із капітаном Нейпіном, пограбувавши кілька кораблів біля Ямайки, Портобело та Куби, перш ніж його відігнав англійський військовий корабель HMS «Winchelsea». Раніше Горніголд примусив сісти на борт свого корабля хірурга на ім'я Джон Гауелл, але відпустив його в Нассау. Коли пізніше в квітні 1717 року французький пірат Жан Бонадвіс спробував змусити Гауелла приєднатись до його команди, Горніголд прийняв Гауелла назад на борт свого корабля, щоб захистити його. Після розставання з Нейпіном у червні або липні, вони тим не менш час від часу здійснювали спільні операції до жовтня 1717 року.
Є згадки про те, що Горніголд напав на шлюп біля узбережжя Гондурасу, але, як розповів один із пасажирів захопленого судна, «вони не завдали нам жодної шкоди, крім того, що забрали у нас більшість наших капелюхів, оскільки, як вони нам сказали, вони напилися напередодні ввечері і викинули свої капелюхи за борт». У вересні 1717 року Горніголд і Тіч зустріли майора Стеда Боннета і його корабель «Revenge». Боннет, отримавши поранення в бою, передав своє командування Тічу. У жовтні до складу флоту додали ще один шлюп. 

## Королівська амністія
5 вересня 1717 року король Георг I видав прокламацію 1717 року «Про придушення піратів у Вест-Індії». Цей документ надавав помилування всім піратам, які здалися будь-якому колоніальному губернатору і їм було гарантовано «чистий лист» їхнього послужного списку. Однак повідомлення про це не дійшло до Вест-Індії, і тому в грудні 1718 року з цією ж метою була видана інша прокламація, більш відома як помилування короля 1718 року. В обох цих документах піратам не тільки було надано помилування за минулі порушення, а й пропонували велику суму грошей за полон інших піратів, винних у піратстві, вбивствах та державній зраді Його Величності. Точніше, за кожного капітана, який був захоплений, відповідальна особа отримувала б 100 фунтів стерлінгів, еквівалент £17,000 у 2021 році, і за кожного лейтенанта та боцмана була запропонована винагорода в розмірі £40 (£ 6,700). З цього моменту на голову кожного рівня на піратському кораблі накладалася нагорода.
Горніголд продовжував піратські операції з Нассау до грудня 1717 року, коли надійшло повідомлення про загальну амністію для піратів, оголошену королем. У січні 1718 року Горніголд відплив на Ямайку разом із Ranger та іншим шлюпом і прийняв від місцевого губернатора королівське помилування. Пізніше він став мисливцем на піратів для нового губернатора Багамських островів Вудса Роджерса.

## Мисливець на піратів і загибель
Роджерс доручив Горніголду полювати на всіх піратів-відмовників, включаючи деяких колишніх товаришів, таких як його колишній лейтенант Тіч (Чорна Борода). Він переслідував, але не зміг схопити Чарлза Вейна, захопивши натомість соратника Вейна Ніколаса Вудолла, а за ним Джона Огера, обидва з яких прийняли те саме помилування, що й Горніголд, але пізніше знову повернулись до піратства. У грудні 1718 року губернатор Роджерс звернувся до Торгової ради в Лондон, в якому схвалював зусилля Горніголда виправити свою репутацію пірата, полюючи на своїх колишніх колег.
У якийсь момент наприкінці 1719 року губернатор Роджерс доручив капітану Горніголду та кільком іншим капітанам, яким довіряв Роджерс, допомогти налагодити і захистити торгівлю з іспанцями. Під час подорожі корабель Горніголда потрапив у ураган, десь між Нью-Провіденсом і Новою Іспанією, і зазнав аварії на незвіданому рифі. Цей інцидент згадується в тогочасній книзі капітана Чарльза Джонсона «Загальна історія піратів», де говориться, що «в одній з цих подорожей… корабель капітана Горніголда, ще одного із відомих піратів, налетів на риф далеко від землі і загинув, але п'ятеро його людей врятувались в каное». Конкретне розташування цього рифу залишається невідомим.

## В популярній культурі
- Горніголд — персонаж у телевізійному міні-серіалі «Чорна борода» 2006 року. Його зіграв Стейсі Кіч[18].
- Горніголд — неграв у відеогрі «Assassin's Creed IV: Black Flag» 2013 року[19]. Його озвучує Ед Стоппард[20].
- Горніголд — персонаж другого плану в серіалі Starz «Чорні вітрила» 2014 року. Його зіграв актор Патрік Лістер[21].
- Горніголд — персонаж в оригінальному серіалі Netflix 2021 року «Втрачене піратське королівство». Його зіграв Сем Калліс[22].